# Vesuvio
Vesuvio este o arie protejată (arie specială de conservare — SAC, sit de importanță comunitară — SCI) din Italia întinsă pe o suprafață de 3.412 ha, integral pe uscat.

## Localizare
Centrul sitului Vesuvio este situat la coordonatele 40°49′15″N 14°25′53″E / 40.820833°N 14.431389°E.

## Înființare
Situl Vesuvio a fost declarat sit de importanță comunitară în mai 1995 pentru a proteja 54 de specii de animale. Situl a fost protejat și ca arie specială de conservare în mai 2019.

## Biodiversitate
Situată în ecoregiunea mediteraneană, aria protejată conține 3 habitate naturale: Păduri de pin mediteraneene cu pini mezogeni endemici, Câmpuri de lavă și excavații naturale, Peșteri inaccesibile publicului.
La baza desemnării sitului se află mai multe specii protejate:
- păsări (50): pițigoi codat (Aegithalos caudatus), ciocârlie-de-câmp (Alauda arvensis), fâsă-de-câmp (Anthus campestris), caprimulg (Caprimulgus europaeus), sticlete (Carduelis carduelis), florinte (Chloris chloris), porumbel gulerat (Columba palumbus), dumbrăveancă (Coracias garrulus), prepeliță (Coturnix coturnix), cuc (Cuculus canorus), lăstun de casă (Delichon urbicum), presură de munte (Emberiza cia), măcăleandru (Erithacus rubecula), muscar-gulerat (Ficedula albicollis), cinteză (Fringilla coelebs), Hippolais polyglotta, rândunică (Hirundo rustica), sfrâncioc roșiatic (Lanius collurio), sfrâncioc cu cap roșu (Lanius senator), Larus argentatus, ciocârlie de pădure (Lullula arborea), privighetoare (Luscinia megarhynchos), prigoare (Merops apiaster), mierlă de piatră (Monticola saxatilis), muscar sur (Muscicapa striata), pietrar mediteranean (Oenanthe hispanica), pietrar sur (Oenanthe oenanthe), ciuf-pitic (Otus scops), viespar (Pernis apivorus), codroș de munte (Phoenicurus ochruros), pitulice de munte (Phylloscopus collybita), Prunella collaris, brumăriță de pădure (Prunella modularis), aușel sprâncenat (Regulus ignicapilla), aușel cu cap galben (Regulus regulus), mărăcinar negru (Saxicola torquatus), sitar de pădure (Scolopax rusticola), scatiu (Spinus spinus), turturică (Streptopelia turtur), silvie cu cap negru (Sylvia atricapilla), silvie de zăvoi (Sylvia borin), silvie roșcată (Sylvia cantillans), silvie de câmp (Sylvia communis), silvie mediteraneană (Sylvia melanocephala), silvie de tufiș (Sylvia undata), sturzul viilor (Turdus iliacus), mierlă (Turdus merula), sturz-cântător (Turdus philomelos), sturzul de vâsc (Turdus viscivorus), pupăză (Upupa epops)
- mamifere (4): liliac cu aripi lungi (Miniopterus schreibersii), liliac cărămiziu (Myotis emarginatus), liliacul mare cu potcoavă (Rhinolophus ferrumequinum), liliacul mic cu potcoavă (Rhinolophus hipposideros)

Pe lângă speciile protejate, pe teritoriul sitului au mai fost identificate 4 specii de plante, 1 specie de nevertebrate, 3 specii de reptile.